# Strike (zespół muzyczny)
Strike – brytyjska grupa tworząca muzykę eurodance. Założona przez Matta Cantora, Andyiego Gardnera oraz wokalistkę Victorię Newton. Najbardziej znany utwór tego zespołu to "U Sure Do". Projekt został zakończony w 2006 roku.

## Single
- 1994 "Formula One"
- 1994/1995 "U Sure Do"
- 1995 "The Morning After (Free At Last)"
- 1996 "Inspiration"

"My Love Is for Real" (by Paula Abdul)"
- 1997 "I Have Peace"
- 1999 "U Sure Do '99"
- 2006 "U Sure Do 2006"

## Albumy
- 1997 I Saw The Future